# Glacier de Greuvettaz
Ne doit pas être confondu avec Glacier occidental du Mont-de-Greuvettaz ou Glacier du Petit-mont-de-Greuvettaz.
Le glacier de Greuvettaz, en italien Ghiacciaio di Greuvetta, est un glacier d'Italie situé dans le massif du Mont-Blanc, dans le val Ferret.
Le glacier naît sur l'adret du mont de Greuvettaz et du mont Rouge de Greuvettaz, à environ 3 200 mètres d'altitude, et se dirige vers le sud-est,. Il est entouré par le glacier occidental du Mont-de-Greuvettaz par-delà le mont de Greuvettaz et le Petit mont de Greuvettaz à l'ouest, le glacier du Petit-mont-de-Greuvettaz au sud et le glacier de Triolet par-delà le mont de Greuvettaz et le mont Rouge de Greuvettaz au nord,.